# Hubert Houben
Pour les articles homonymes, voir Houben.
Hubert Houben (né le 24 février 1898 à Goch et décédé le 9 novembre 1956 à Krefeld) est un athlète allemand spécialiste du 100 mètres. Affilié au TuS Bochum, il mesurait 1,68 m pour 67 kg.

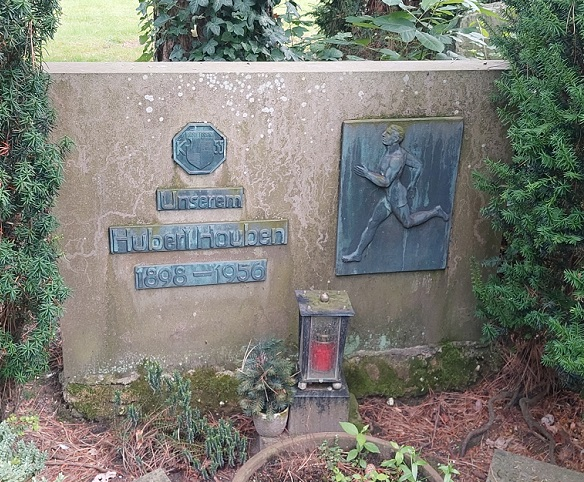
Grabstelle Hubert Houben KR

## Biographie

### Palmarès
| Date | Compétition           | Lieu      | Résultat | Performance |
| ---- | --------------------- | --------- | -------- | ----------- |
| 1928 | Jeux olympiques d'été | Amsterdam | 2e       | 41 s 2      |

### Records
| Épreuve    | Performance | Lieu | Date |
| ---------- | ----------- | ---- | ---- |
| 100 mètres | 10 s 4      |      | 1927 |